# Джерело, що розмовляє
«Джерело, що розмовляє» — радянський художній фільм 1985 року, знятий режисером Маргаритою Касимовою на кіностудії «Таджикфільм».

## Сюжет
Фільм режисера Маргарити Касимової розповідає про те, як люди вміли любити та дорожити цим коханням.

## У ролях
- Ато Мухамеджанов — Сулейман Парпієв
- Шухрат Іргашев — Равшан Назаров
- Сороджон Сабзалієва — Дільбар
- Набі Рахімов — Шаріпов
- Володимир Гусєв — Зубов
- Рано Закірова — Фірюза
- Бахтіяр Закіров — Аскар
- Алі Мухаммад — Махмадалі
- Імомберди Мінгбаєв — Парпієв
- Хатам Нуров — Парпієв
- Камол Саїдмурадов — Парпієв Іркен
- Машраб Кімсанов — Парпієв
- Юнус Юсупов — Сахібов
- Ісфандієр Гулямов — Фархад
- Земфіра Цахілова — Гульсара
- Костянтин Степанков — епізод
- Нігіна Холова — Фірюза в дитинстві
- Ірбек Алієв — Аскар в дитинстві
- Гульсара Абдуллаєва — наречена Парпієва
- Мехрангіз Гасанова — наречена Парпієва
- Людмила Супинська — наречена Парпієва
- З. Назарова — наречена Парпієва
- В. Єськова — наречена Парпієва
- Євгенія Аргуновська — епізод
- А. Джураєв — епізод
- Нурулло Абдуллаєв — епізод
- Зухра Заробекова — епізод
- Йормахмад Аралев — епізод
- Абдурахім Кудусов — епізод
- Сайдо Курбанов — епізод
- Галіб Ісламов — епізод
- А. Гребенников — епізод
- Олександр Гетьман — епізод
- Хайдар Біктіміров — епізод
- А. Брой — епізод
- Махамадалі Мухамадієв — епізод
- М. Ходжикулов — епізод

## Знімальна група
- Режисер — Маргарита Касимова
- Сценарист — Всеволод Іванов
- Оператор — Рустам Мухамеджанов
- Композитор — Фіруз Бахор
- Художник — Давид Ільябаєв